# Raízen
Raízen est une coentreprise entre Cosan et  Shell, créée en 2010, destiné à la production de biocarburant, de sucre et à la gestion de station service.

## Histoire
En 2010, Cosan crée Raízen, une co-entreprise avec Shell. Dans le cadre de cette co-entreprise, Cosan y transfère ses activités dans l'éthanol, le sucre, l'énergie et la distribution d'essence ainsi qu'un apport de 300 millions de dollars, alors que Shell intègre à cette co-entreprise son réseau de distribution d'essence notamment en ce qui concerne l'aviation. Shell apporte également 1,63 milliard de dollars à la co-entreprise. L'ensemble possède 4 500 stations services, une production annuelle de 2,2 milliards de litres d'éthanol et une production de canne à sucre de 100 millions de tonnes par an,.
En février 2021, Raízen annonce l'acquisition de Biosev, la filiale spécialisée dans le sucre et l'éthanol de Louis Dreyfus pour 670 millions de dollars.